# (4309) Marvin
(4309) Marvin es un asteroide perteneciente al cinturón de asteroides, descubierto el 30 de agosto de 1978 por el equipo del Observatorio del Harvard College desde la Estación George R. Agassiz en Harvard (Massachusetts), Estados Unidos.

## Designación y nombre
Designado provisionalmente como 1978 QC. Fue nombrado Marvin en honor a la geóloga estadounidense Ursula B. Marvin.